# Museum van de Stad Brussel
Het Museum van de Stad Brussel (Frans: Musée de la ville de Bruxelles) is een museum in Brussel. Het is gevestigd in het Broodhuis, ook wel Maison du Roi genoemd, en ligt in het centrum van de stad. Het museum wijdt zich aan de geschiedenis van Brussel.

## Geschiedenis
Het Broodhuis is een neogotisch pand aan de Grote Markt en kijkt uit op het stadhuis van Brussel dat aan de overkant ligt. Het werd aan het eind van de 19e eeuw  ontworpen door architect Victor Jamaer die met dit gebouw het laatste uit een serie homogene gebouwen aan de markt voltooide. Het is sinds 1936 een beschermd monument en staat sinds 2000 op de Werelderfgoedlijst van de UNESCO.
Het plan voor de bouw van het museum dateert uit 1860, toen de stad grote veranderingen doormaakte. Sindsdien werden allerlei stukken verzameld. Ook werd kunstenaars gevraagd verschillende plaatsen in Brussel te vereeuwigen die op het punt stonden grondig te worden gerenoveerd. Het museum werd in 1887 op de tweede verdieping van het pand geopend.

## Collectie
Het museum staat in het teken van de geschiedenis van de stad Brussel. Het doel van toenmalig burgemeester Charles Buls en de archivaris van de stad, Alphonse Wauters, de twee mensen achter de oprichting, was tweeledig. Enerzijds wilden ze bezoekers uit andere landen langer in de stad houden, en anderzijds moest de eigen burger in het museum een zo compleet mogelijk beeld van de geschiedenis van hun stad kunnen krijgen. Een legaat van 27 schilderijen door John Waterloo Wilson gaf mee de aanzet voor de oprichting.
Inmiddels kent het een uitgebreide collectie aan schilderijen en beeldhouwwerken uit verschillende tijdperken, wandtapijten uit de 16e en 17e eeuw, retabels uit de 15e en 16e eeuw, maquettes (waaronder een stadsplattegrond van ca. de 13e eeuw), plattegronden, porselein, plateelwerk en allerlei objecten van vroeger variërend van archeologische vondsten tot objecten uit een recenter verleden. Ook de garderobe van Manneken Pis behoort tot de collectie. In 2024 werd een wandtapijt uit 1530 toegevoegd aan de collectie.
Daarnaast is er plaats voor de sociale geschiedenis van de stad en wordt een beeld gegeven van het leven in Brussel door de eeuwen heen. Verder worden er speciale rondleidingen georganiseerd, zoals tussen de middag, getiteld Broodje Brussel, en is een spelparcours aangelegd voor kinderen en tieners.
Aan dit museum was ook Bruxella 1238 (aan Belgian Beer World) verbonden, een archeologische vindplaats van een franciscaans klooster dat zich in de buurt bevindt.

## Galerij
De volgende schilderijen, van respectievelijk Aert van den Bossche (15e eeuw) en Charles Meynier (18e eeuw), behoren tot de collectie van het museum:

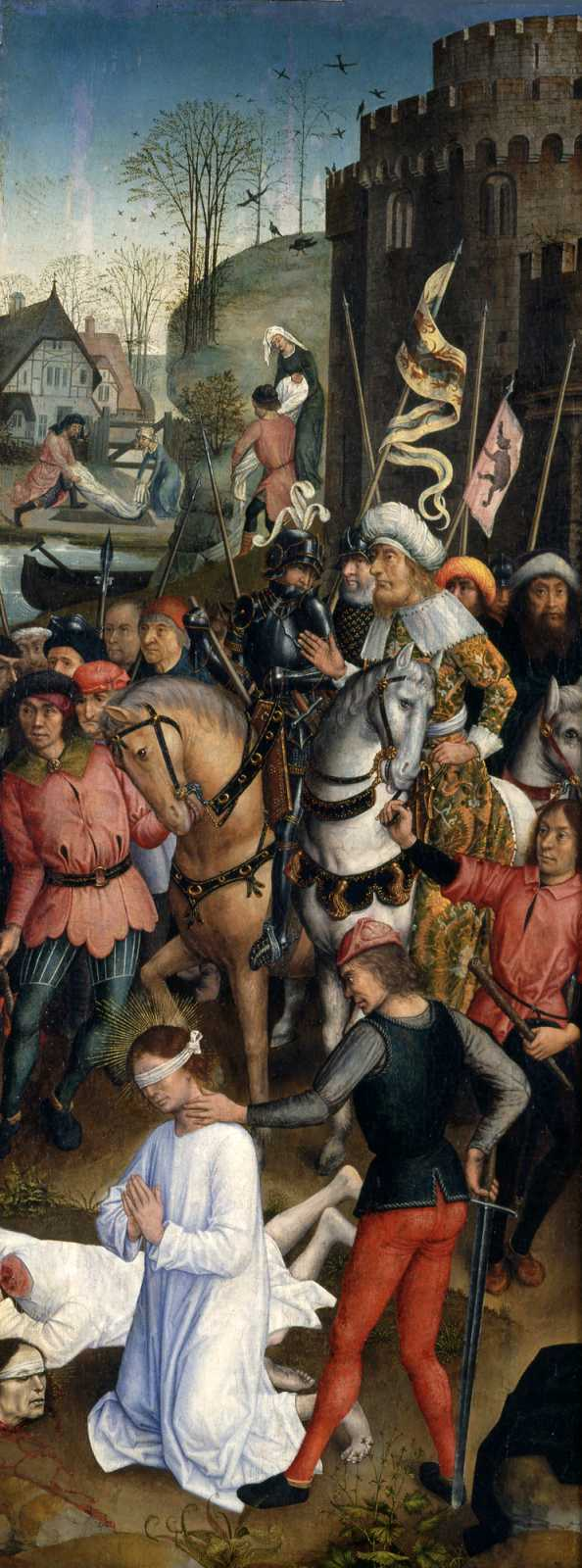
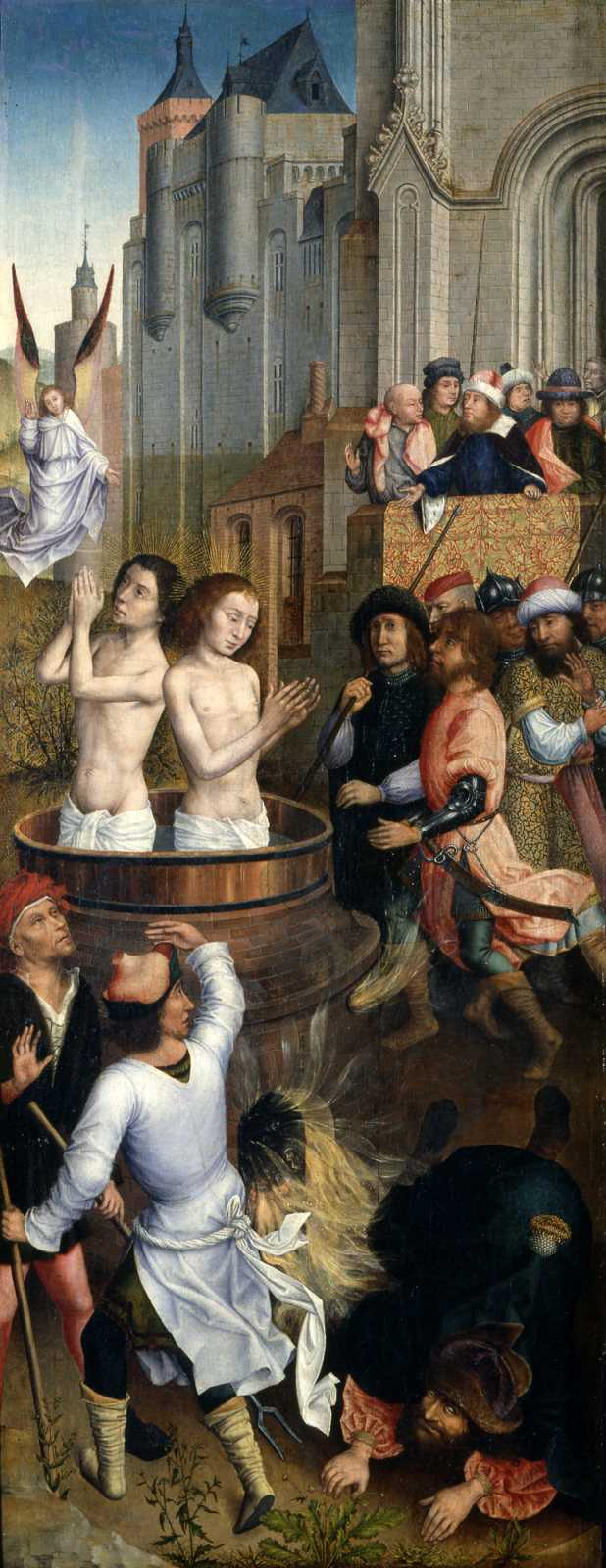
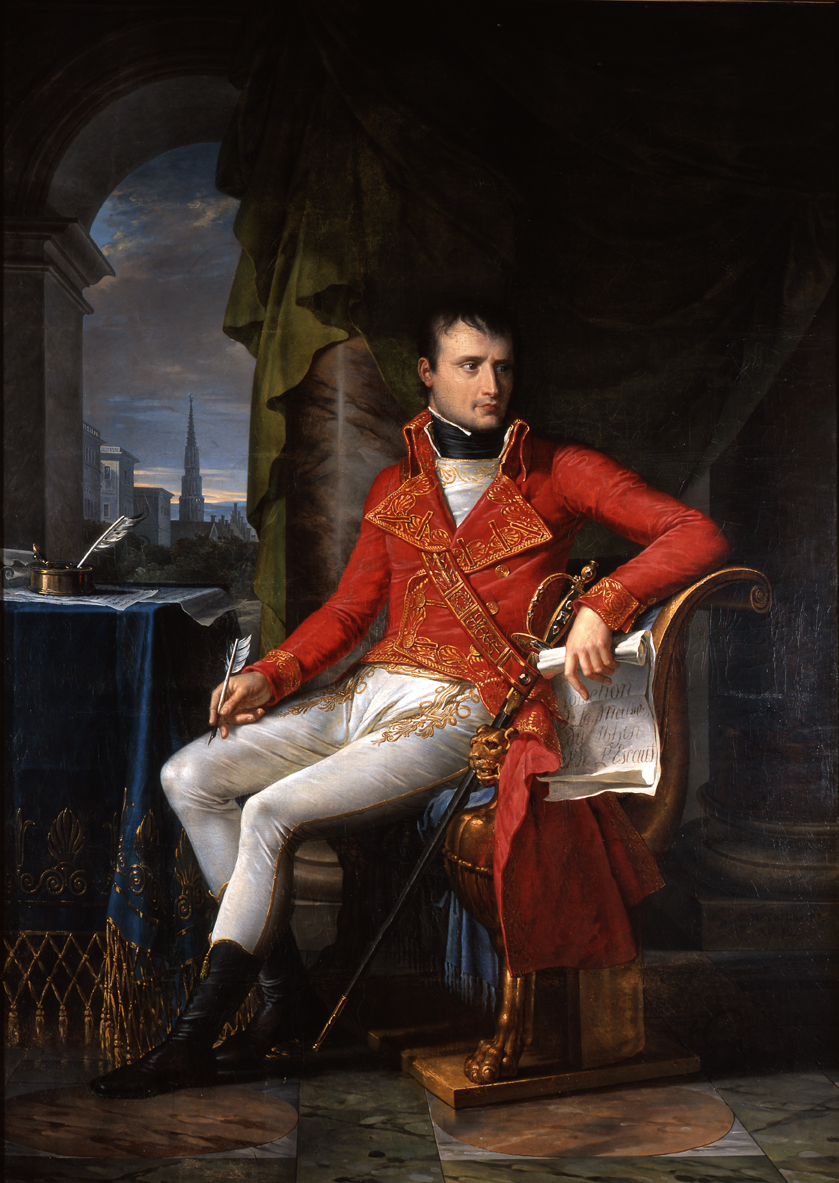